# Lebus
Ne doit pas être confondu avec le réseau de transport urbain Lebus de Clermont (Oise), ou l'émission de téléréalité Le Bus.
Lebus, prononcé [ləˈbu:s] (en polonais : Lubusz ; noms historiques : Lubus, Lebuz) est une petite ville de caractère paysan en Allemagne située dans le Land du Brandebourg et l'arrondissement de Märkisch-Oderland, à proximité de la frontière avec la Pologne. Elle est chef-lieu de la communauté (Amt) de Lebus.

## Géographie
La ville se trouve sur la rive gauche de l'Oder moyen, à environ dix kilomètres au nord du Francfort-sur-l'Oder. À l'ouest, au-delà du fleuve, elle confine à la voïvodie de Lubusz en Pologne.

### Subdivisions
- Mallnow
- Schönfließ
- Wulkow

## Histoire
Après les grandes invasions, la région a été habitée par des tribus slaves, nommés Lubuszanie, membres de la fédération des Vélètes (Wieleci). La ville à la rive haute de l'Oder fut fondée par les souverains de Pologne et devint la propriété de la dynastie Piast. Au Xe siècle les ducs polonais, Mieszko Ier et son fils Boleslas le Vaillant renforcèrent les défenses de cette cité proche de la frontière avec la marche de l'Est saxonne à l'ouest. 

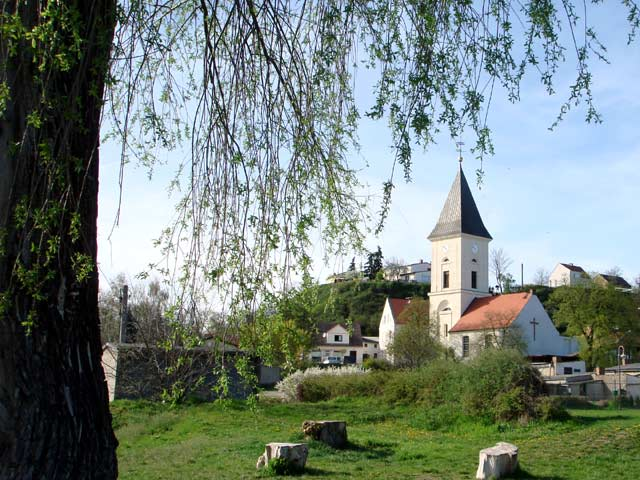
L'église et le mont du château.

Lebus a été le siège d'un évêché romain catholique fondé par Boleslas III le Bouche-Torse, duc de Pologne, en 1125. Il était un suffragant de l'archidiocèse de Gniezno et y resta jusqu'à la sécularisation à la suite de la Réforme protestante au XVIe siècle. 
En plus Lebus fut le chef-lieu du pays région homonyme (Land Lebus/Lebuz), s'étendante aux deux rives de l'Oder. Après le décès du duc Boleslas III en 1138, la région appartint au duché de Silésie. Le duc Henri Ier le Barbu donna Lebus le statut de ville en 1226 au plus tard. Le lieu était la résidence de son petit-fils, le duc Mieszko de Lubusz de 1241 à 1242. En memoire de l'histoire du Land Lebus, la région administrative polonaise au rive droit de l'Oder est appelé « voïvodie de Lubusz ». 
Vers l'an 1249, le pays de part et d'autre de l'Oder a dû être cédé aux margraves Jean Ier et Othon III de Brandebourg, de la maison d'Ascanie. Les margraves en 1253 fondèrent comme concurrence la ville de Francfort-sur-l'Oder, et le déclin de Lebus commença. La tentative du roi Ladislas Ier de Pologne de reconquérir la « Nouvelle Marche » a échoué  en 1328. Les évêques de Lebus continuaient de défendre les intérêts des souverains de Pologne; en 1276 ils ont dû temporairement déplacer leur siège épiscopal à Górzyca (Göritz) sur la rive est de l'Oder, en 1373 à Fürstenwalde-sur-Spree après la cathédrale de Lebus fut entièrement détruit par les troupes de l'empereur Charles IV. La ville fut pillée par les hussites en 1432.
L'évêché de Lebus fut sécularisé en 1555. Lors le château épiscopal au-dessus de la ville tombait en ruine. Les vestiges furent démontés en 1765. À partir de 1816, la ville fait partie de l'arrondissement de Lebus (de) dans le district de Francfort de la province prussienne de Brandebourg.

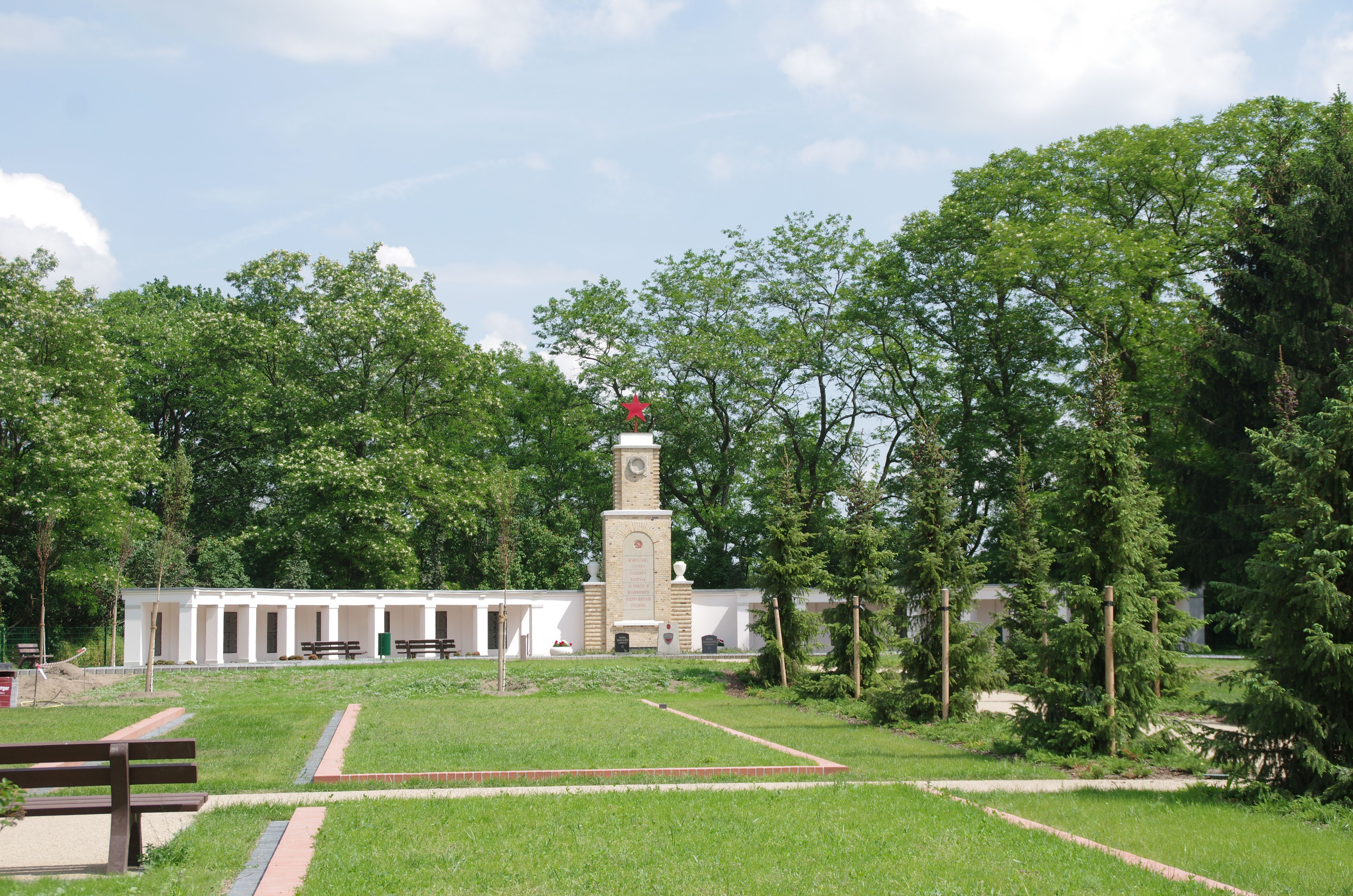
Le monument aux morts soviétique.

Au dernières semaines de la Seconde Guerre mondiale le lieu fut détruit presque totalement au cours de la bataille de Seelow en avril 1945. Après la fin des combats, la frontière orientale d'Allemagne est déterminée à l'est de Lebus par la ligne Oder-Neisse adoptée lors de la Conférence de Potsdam. La ville fut reconstruite dans les années 1950 et 1960.

## Personnalités liées à la ville
- Günter Eich (1907-1972), écrivain et dramaturge né à Lebus.